# Культурна дипломатія України
Культурна дипломатія України — вид публічної дипломатії України, що полягає в поширенні знань про Україну, її культуру та традиції. Вона передбачає використання різноманітних чинників, культури, мистецтва й освіти з метою захисту й просування нa міжнародній арені національних інтересів України.

## Культурна дипломатія УНР
2019 року відзначалось 100-річчя культурної дипломатії України з нагоди створення та початку закордонного турне Української Республіканської Капели під проводом диригента Олександра Кошиця (1919—1924 рр.). Гастролі українського хору, як представницької державної інституції Української Народної Республіки, були ініційовані Головою Директорії, Головним Отаманом військ і флоту УНР Симоном Петлюрою з метою протидії російській пропаганді та промоції української культури й незалежності в Європі. Закордонне турне Капели відбувалось за сприяння Міністерства освіти та мистецтв і Міністерства закордонних справ УНР, ставши першим проєктом культурної дипломатії в історії модерної України. Саме завдяки цим гастролям світ уперше почув «Щедрика» Миколи Леонтовича, а українська культура і державний престиж України здобули позитивний резонанс у 17 країнах світу (Чехословаччина, Австрія, Швейцарія, Франція, Бельгія, Нідерланди, Велика Британія, Німеччина, Польща, Іспанія, США, Канада, Мексика, Аргентина, Уругвай, Бразилія, Куба).

## Культурна дипломатія незалежної України
У 1991 р. Україна здобула незалежність та отримала можливість здійснювати власну зовнішню політику, в тому числі й у сфері культури. З початком демократичних перетворень з'явилася перспектива інтегруватися у міжнародний культурний простір. Для України обрання демократичного шляху розвитку стало основним компонентом її «м’якої сили». Важливими подіями в утвердженні іміджу демократичної держави стали революції 2004 та 2014 р., адже український народ з його активною громадянською позицією формував політичний імідж країни в очах європейської спільноти та світу. Власне культурна дипломатія привернула особливу увагу державних інституцій, вчених-дослідників та культурних діячів з 2014 р., коли з'явилася нагальна потреба в отриманні підтримки міжнародної спільноти для протистояння російській агресії. Форуми культурної дипломатії в Дипломатичній академії ім. Генадія Удовенка у червні 2015 р., квітні 2016 р. та у червні 2017 р. були свідченням зростаючого інтересу держави до застосування «м’якої сили» для боротьби з викликами гібридної війни. Учасники форуму не тільки обмінювалися теоретичними знаннями, але й розробляли практичні рекомендації з визначення основних напрямків діяльності в напрямку творення іміджу сучасної України. На даному етапі, основні суб’єкти української культурної дипломатії — це інститути державної влади, неурядові організації, мистецькі об'єднання та окремі митці, громадські активісти, дипломати, науковці, журналісти, політики. Внесок у формування іміджу України за кордоном роблять зокрема і представники української діаспори.

## Нормативно-правова база
- Закон України Про засади внутрішньої і зовнішньої політики
- Закон України Про культуру (Розділ VIII Міжнародні культурні зв’язки)
- Закон України про вивезення, ввезення та повернення культурних цінностей
- Закон України Про музеї та музейну справу
- Закон України Про бібліотеки і бібліотечну справу тощо
- Наказ Міністерства культури України Про затвердження Примірного порядку організації міжнародних і всеукраїнських професійних, студентських та учнівських мистецьких конкурсів (від 04 травня 2018 р. №395)
- двосторонні та багатосторонні угоди про культурне співробітництво

Документами, в яких чітко окреслена політика культурної дипломатії України, є стратегії Міністерства закордонних справ та Українського інституту. Зокрема Стратегія публічної дипломатії МЗС України на 2021– 2025 рр. визначає культурну дипломатію як один з напрямів політики «м’якої сили» та публічної дипломатії, метою якої є покращення впізнаваності України та її культури, а також формування позитивного ставлення громадян інших країн до нашої держави. Документ досить детально визначає головні виміри роботи суб’єктів публічної дипломатії у сфері культурної дипломатії.
Загальнополітичні договори, які Україна уклала з деякими державами ‒ Польщею (1992), Францією (1992), Туреччиною (1992), Грузією (1993), Тунісом (1993), Казахстаном (1994), Литвою (1994), Італією (1995), Чехією (1995) тощо ‒ також відображають прагнення країн до культурного діалогу, а також можуть слугувати базою для ширших угод про взаємодію.

## Інституції
На державному рівні культурна дипломатія здійснюється Міністерством закордонних справ, Міністерством культури та інформаційної політики, Українським інститутом, Міністерством молоді та спорту, Міністерством освіти і науки, Українським Інститутом Книги, Державним комітетом телебачення і радіомовлення України. Органи влади на обласному і місцевому рівні можуть розвивати міжнародне співробітництво самостійно чи за підтримки з боку центрального уряду, а саме організовувати мистецькі гастролі, фестивалі, конференції тощо.
МЗС України координує діяльність у сфері культурної дипломатії. У 2015 р. було створено Управління публічної дипломатії, до складу якого входили три відділи: культурної дипломатії, іміджевих проєктів та зв’язків із медіа. Метою Управління було заявлено об’єднання митців та інших діячів культури, щоб через мистецтво розповісти про Україну. Серед завдань Управління ‒ регулярне представлення українських культурних проєктів для зарубіжних дипломатів тощо.
Міністерство культури та інформаційної політики у свої структурі має Директорат стратегічного планування і європейської інтеграції, a також Управління міжнародного співробітництва. Важливим напрямком діяльності є розроблення, укладання та виконання положень договорів у сфері культури. Україна уклала близько 80-ти двосторонніх договорів про культурне співробітництво. Міністерство також забезпечує представництво України в роботі міждержавних, міжурядових, міжвідомчих комісій, комітетів та робочих груп.
За кордоном культурну дипломатію України здійснюють посольства. Якщо у структурі посольства немає групи з питань культури, протокольна діяльність все ж передбачає використання елементів національної культури. Найзначнішою подією вважається дипломатичний прийом з нагоди Дня незалежності України. Посольство також виявляє увагу до національних свят і значущих дат і країни перебування.

### Культурно-інформаційні центри
З 2006 р. при дипломатичних представництвах України за кордоном працюють культурно-інформаційні центри. Хоча ресурсні можливості та потенціал центрів є різними в різних країнах, їхня робота здебільшого обмежується протокольними заходами або заходами «з інформаційно-роз’яснювальної роботи» (з нагоди Дня Соборності та Свободи України, Міжнародного дня рідної мови, Шевченківських днів тощо), відзначення щорічних ювілейних дат, вшанування пам’яті видатних українців. Поширювана про Україну інформація переважно стосується минулого українського народу та його традиційної культури. У більшості випадків активність центрів передбачає заходи, пов’язані з обмінами делегаціями. Зараз такі центри є майже у 30 країнах світу. Вони співпрацюють з представниками національних діаспор та організовують виступи народних колективів і представників сучасної естради, художні виставки, презентують літературні твори українських письменників

### Український інститут книги
Український інститут книги є державною установою у галузі видавничої справи. Його було засновано у 2016 р., і він належить до сфери управління Міністерства культури та інформаційної політики. Метою Інституту є «підтримка книговидавничої справи, популяризація читання, стимулювання перекладацької діяльності, популяризація української літератури у світі», a першою функцією визначено «створення і реалізація проектів та програм популяризації української літератури в Україні та за кордоном». Одним із завдань Інституту є підтримка українських та іноземних видавництв, які видають книги українською мовою. Проводяться консультації стосовно дотримання законодавства України, надається допомога в одержанні необхідних ліцензій, забезпечується інформування про наявні програми фінансуання і т.д. За просування української літератури за кордоном відповідає Відділ міжнародних відносин, виставкової діяльності та читання.

### Український інститут
У червні 2017 року Кабінет Міністрів України підтримав пропозицію Міністерства Закордонних Справ щодо створення Українського інституту. Його метою було проголошено забезпечення розуміння сучасної України і зростання довіри до України у міжнародному інтелектуальному і культурному середовищі. 28 лютого 2018 року наказом міністра закордонних справ П.Клімкіна було затверджено Статут державної установи «Український інститут». Нa Інститут покладено такі завдання, як презентація та просування іміджу України у світі, сприяння міжнародним обмінам та інтеграції України у світовий культурний контекст, популяризація української мови та культурного продукту за кордоном, поширення за кордоном інформації про науковий, освітній та туристичний потенціал України тощо. У квітні 2018 року директором установи було призначено Володимира Шейка. Український інститут працює в таких секторах, як кіно, музика, візуальне мистецтво, література, перформативні мистецтва, академічні проєкти та програми, кроссекторальні програми, розвиток культурної дипломатії та дослідження. За роки свого існування Інститут заснував ряд програм та реалізував чимало проєктів, наприклад у 2019 році це були Рік культури Австрія-Україна 2019, Між Києвом і Віднем [Архівовано 27 листопада 2020 у Wayback Machine.], Українська ніч [Архівовано 11 січня 2021 у Wayback Machine.], Sounds Around Me [Архівовано 30 червня 2020 у Wayback Machine.].

## Приклади сучасної української культурної дипломатії

### Ukraine Now
Міністерство інформаційної політики України 2017 року ініціювало створення Концепції популяризації України у світі, якою було передбачено створення єдиного бренду для просування України. У травні 2018 року бренд Ukraine NOW, розроблений креативною компанією Banda Agency, був схвалений Урядом 10 травня 2018 року. Брендинг Ukraine Now від агентства Banda Agency отримав престижну премію Red Dot Design Award.
Ukraine Now вважають першою успішною маркетинговою кампанією з популяризації України, яку високо оцінюють експерти як в Україні, так і за кордоном. Бренд призначений для використання як онлайн, так і офлайн; як державними та муніципальними установами, так і бізнесом та окремими громадянами. Це, зокрема, друковані матеріали, соціальні мережі, радіо, телебачення, зовнішня реклама, транспорт, сувенірна продукція. Допускається використання логотипа з державною символікою.

### Мистецтво Майдану

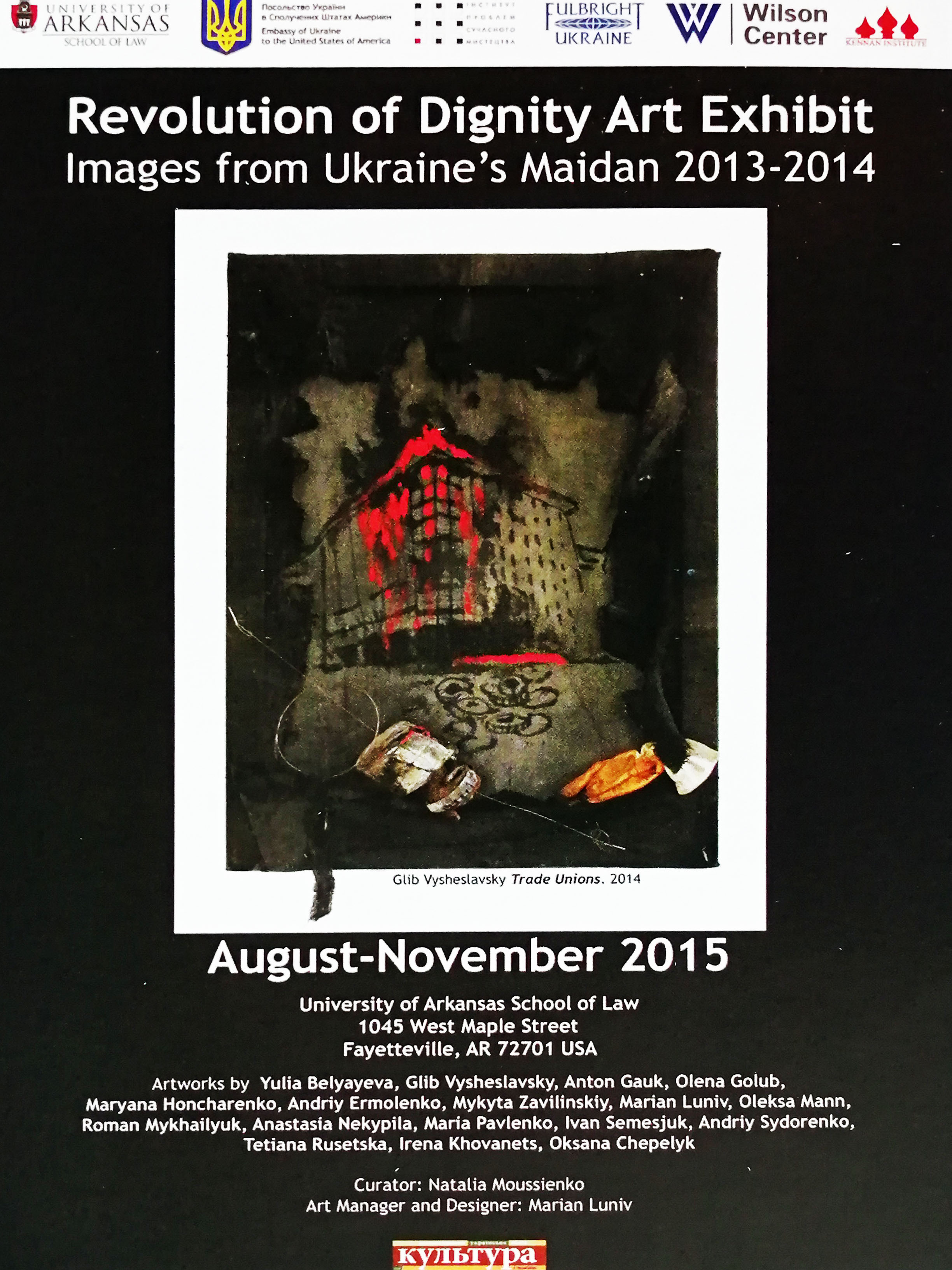
Афіша «Мистецтва Майдану» на основі роботи Г. Вишеславського, Фаєтвіль, серпень-листопад, 2015

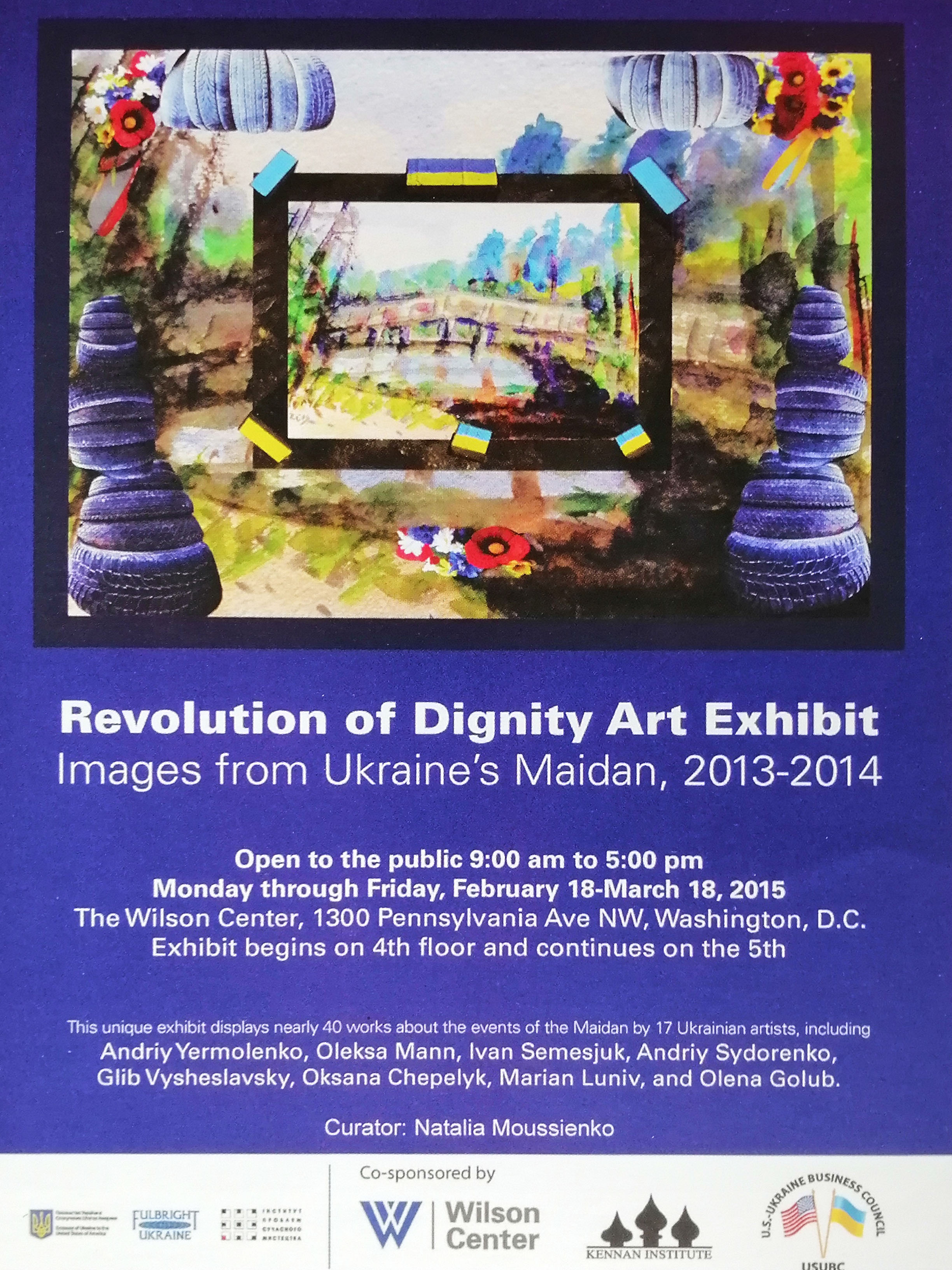
Афіша «Мистецтва Майдану» на основі роботи О. Голуб, Вашингтон, лютий-квітень, 2015

Одним з яскравих прикладів культурної дипломатії із залученням державної й недержавної підтримки є арт-проєкт «Мистецтво Майдану», який правдиво відтворює події Революції гідності українськими митцями. Мандрівна виставка проєкту 17 українських художників з 2014 по 2018 рік демонструвалася в містах України (10 виставок), Сполучених Штатів Америки (5 виставок), Великій Британії (2 виставки), Нідерландах (1 виставка). Одночасність експозиції в різних локаціях та мобільність при транспортуванні стали можливими завдяки роздрукуванню медіа-творів та оцифрованню зображень інсталяцій і живопису, здійснені куратором Наталією Мусієнко й арт-менеджером Мар’яном Лунівим. Організатори збільшили просвітницьку місію проєкту, надрукувавши 18 афіш, окремо до кожної експозиції, і змістовну книгу, де зібрано свідчення й документи подій Революції.

## Культурна дипломатія України у Королівстві Бельгія
До заходів культурної дипломатії у Бельгії можна віднести щорічний фестиваль «Українська Весна», бельгійський кінофестиваль «Бріджес Схід-Захід», люксембурзький кінофестиваль «CinEast», участь української команди у щорічному фестивалі «EatBrussels», виставки українських художників Івана Марчука, Миколи Теліженка, Романа Мініна, Микити Кадана, Алевтини Кахідзе, Едуарда Бєльського, Олександра Кудрявченка, Богдана Голояда, Сергія Святченка, Ігоря Мусіна, Оксани Левченя, Світлани Лебіги, Надії Сеничак та інших.
У 2017 році, українська Асоціація шеф-кухарів презентувала високу національну кухню під час дегустації вин «Шабо» у Королівському літературно-мистецькому клубі Брюсселя, а у жовтні 2019 року у місті Арлон було відкрито пам'ятник Анні Київській, доньці Великого князя Київського Ярослава, в рамках проєкту «Шлях Королеви».

## Культурна дипломатія України у Королівстві Нідерланди
У 2016 р. кінодистриб’ютор «Артхаус Трафік» провів Дні українського кіно ― Ukraine оn Film: Way to Freedom у Амстердамі, a у популярному арт-центрі Spui25 відбулася дискусія з письменницею Катериною Петровською, номінованою нa Європейську літературну премію. Цього ж року арт-агенція Ganka Film та громадська організація StratcomUA провели комунікаційну кампанію Like.U. В рамках кампанії було знято серію відеороликів з відомими нідерландськими діячами культури та українськими студентами, які навчалися у вищих навчальних закладах країни. Вони розповіли про цінності, які об'їєднують країни, a також описали креативний та інноваційний потенціал України. У Гаазі відбувся показ фільму «Кіборги. Герої не вмирають» режисера Ахтема Сеітаблаєва. Стрічку переглянули представники нідерландської громадськості, урядових та неурядових організацій, дипломатичних місій та української громади. Після показу відбулася дискусія за участі режисера, народного депутата Верховної Ради України Марії Іонової та Першого заступника Міністра інформаційної політики Еміне Джапарової.